# Mateusz Klich
Mateusz Andrzej Klich ([matɛuʂ   Clix]; n. 13 iunie 1990) este un fotbalist polonez care joacă pe postul de mijlocaș pentru Leeds United și echipa națională a Poloniei. El poate juca ca  playmaker în fața apărării.

## Cariera pe echipe

### Cracovia
Născut la Tarnów, Klich a debutat în Ekstraklasa în noiembrie 2008. În timpul sezonului 2009-2010, a devenit titular la Cracovia.

### Wolfsburg
La 14 iunie 2011, el a semnat cu echipa VfL Wolfsburg din Bundesliga un contractpe trei ani. Wolfsburg a plătit 1,5 milioane de euro pentru Klich, care a devenit cel mai scump jucător transferat afară din istoria clubului din Cracovia.

### PEC Zwolle
Klich a fost trimis sub formă de împrumut la clubul olandez PEC Zwolle pentru o jumătate de sezon, cu opțiune de cumpărare pentru 200.000 €, cu Wolfsburg trecând o clauză conform căreia putea să-l răscumpere. În timpul petrecut la Zwolle, a câștigat Cupa KNVB 2013-2014 pe 20 aprilie 2014, învingând-o pe Ajax cu 5-1 în finală, rezultat în urma căruia echipa sa a obținut calificarea în Europa League.

### Întoarcerea la Wolfsburg
În iunie 2014, Wolfsburg și-a exercitat opțiunea de răscumpărare pentru Klich. În prima jumătate a sezonului, însă, el nu a jucat în Bundesliga, nereușind să se impună în fața lui Kevin De Bruyne, Josuha Guilavogui și Luiz Gustavo la mijloc, fiind mai mult rezervă.

### 1. FC Kaiserslautern
La începutul lunii ianuarie 2015, Klich a semnat cu echipa 1. FC Kaiserslautern din 2. Bundesliga un contract până în vara anului 2018. Suma de transfer nu a fost dezvăluită.

### FC Twente
La 26 august 2016, a semnat un contract pe trei ani cu echipa FC Twente din Eredivisie. El a primit numărul 43 și a debutat pentru FC Twente pe 10 septembrie 2016 împotriva lui Heerenveen. A marcat primul său gol pentru club pe 2 octombrie 2016, într-o remiză scor 1-1 împotriva lui Heracles Almelo. În primul său sezon la club, el a marcat opt goluri și a dat șase pase decisive ajutând-o pe FC Twente să obțină locul șapte în Eredivisie.

### Leeds United
După ce Twente a respins prima ofertă venită de la  Leeds United, cele două cluburi s-au înțeles asupra transferului, cu Klich semnând pe 23 iunie 2017 un contract pe 3 ani. La 9 august, el a debutat în prima echipă într-o victorie din Cupa Ligii cu 4-1 împotriva lui Port Vale și și-a făcut debutul în campionat 10 zile mai târziu, într-o victorie scor 2-0 împotriva lui Sunderland. Primul și singurul meci jucat în campionat în acel sezon a avut loc pe 26 septembrie 2017, în înfrângerea împotriva lui Cardiff, cu Klich alunecând și pierzând posesia, fază în urma căreia Kenneth Zohore a marcat. Klich a dezvăluit că s-a simțit vinovat de faptul că antrenorul Thomas Christiansen a fost demis după acest meci. După luna octombrie a fost folosit foarte rar.
La 22 ianuarie 2018, Klich a ajuns la clubul olandez FC Utrecht care l-a împrumutat dela Leeds United pentru șase luni până la sfârșitul sezonului 2017-2018.

#### Împrumutul la FC Utrecht
La 22 ianuarie 2018, Klich a fost trimis sub formă de împrumut la FC Utrecht până la sfârșitul sezonului. La 4 februarie 2018, Klich și-a făcut debutul într-un meci încheiat la egalitate, scor 2-2 împotriva lui Excelsior. El și-a intrat repede în formă la FC Utrecht,dând o pasă de gol în meciul cu Roda JC din 18 februarie, într-o victorie cu 4-1.
La 29 aprilie 2018, în timpul remizei lui FC Utrecht cu Heracles Almelo, scor 2-2, Klich a creat, conform programului Opta Stats, 11 ocazii de gol împotriva lui Heracles Almelo, reușind să dea o pasă de gol și să primească premiul de omul meciului, realizând cele mai multe ocazii într-un singur meci de Eredivisie de la Christian Eriksen pentru Ajax în 2012 împotriva lui Roda JC.
La 6 mai 2018, în ultima zi a sezonului, Klich a marcat golul victoriei pentru Utrecht, și totodată primul său gol pentru club, într-o victorie cu 1-0 împotriva lui VVV-Venlo. Klich a impresionat la Utrecht în timpul împrumutului, ajutându-și echipa să termine pe locul al cincilea și să intre în playoff-ul Europa League. Când a fost întrebat dacă se va întoarce la Leeds, el a spus că „era sigur de asta în proporție de 99%, deoarece mai avea multe de demonstrat.”

#### Întoarcerea la Leeds
După ce a revenit la Leeds sub comanda unui nou antrenor principal, Marcelo Bielsa, Klich a jucat în primul meci pentru Leeds de la întoarcere în amicalul din turneul american cu York City, scor 1-1, în care a jucat pe postul de fundaș central, după care a fost împins pe postul de  playmaker defensiv în a doua repriză.
El a înscris primul gol pentru Leeds în prima etapă a sezonului 2018-2019 pe 5 august 2018 împotriva lui Stoke City pe Elland Road într-o victorie cu 3-1, acesta fiind primul joc oficial jucat pentru club în aproape șapte luni. A mai marcat un gol în etapa următoare, într-o victorie cu 4-1 împotriva lui Derby County, la 11 august 2018. După ce a marcat împotriva lui Norwich City pe 25 august, ajungând la 3 goluri în 5 meciuri, pe 27 august, Klich a fost numit în echipa națională a Poloniei pentru prima dată în 4 ani după ce a impresionat la Leeds la începutul sezonului 2018-2019.
El a marcat golurile 6 și 7 ale sezonului, într-o victorie cu 2-1 împotriva lui Rotherham pe 26 ianuarie 2019.
Pe 28 aprilie a câștigat premiul pentru golul sezonului la Leeds în cadrul ceremoniei organizate de club la sfârșitul sezonului, recompensându-l astfel pentru golul marcat împotriva lui Sheffield Wednesday. La 5 mai 2019, Klich a marcat al zecelea gol al sezonului într-o înfrângere scor 3-2 împotriva lui Ipswich Town.

## La națională
Klich și-a făcut debutul pentru echipa națională a Poloniei la 5 iunie 2011 într-un meci amical cu Argentina. Polonia a câștigat meciul cu 2-1. A marcat primul gol la echipa națională în meciul amical cu Danemarca, pe 14 august 2013.
Pe 27 august 2018, Klich a fost chemat la echipa Poloniei de către managerul Jerzy Brzęczek pentru meciurile cu Italia și Republica Irlanda după o absență de patru ani, după ce Klich se afla în formă la Leeds după ce a marcat 3 goluri și a dat o pasă de gol în primele 5 meciuri din sezonul 2018-2019. Pe 7 septembrie, Klich a început ca titular pentru Polonia în remiza din Liga Națiunilor UEFA, scor 1-1 cu Italia, cu Klich dând o pasă la primul gol marcat de Piotr Zieliński. Pe 11 septembrie, el a intrat pe teren din postura de rezervă într-un amical împotriva Irlandei pentru a înscrie golul egalizator în minutul 87 de minute, fiind cel de-al doilea gol marcat de el la echipa națională.